# 分面應用主題詞表
分面應用主題詞表（Faceted Application of Subject Terminology，FAST），又名主題術語的分面式應用是基於「美國國會圖書館主題詞表」（Library of Congress Subject Headings schema，LCSH）所發展出的系統，是一個在一般運用上被廣泛使用且受大眾所接受的主題詞彙，它事實上是一個通用的控制詞彙，也是許多國家在發展主題標目系統的典範。然而，LCSH它在建立標目所用的複雜語法與規則，因為需要高度的技術人才維護以及自動權威控制的效率等限制了它的應用機能。
當前的網路快速成長趨勢，正迫使書目控制系統朝更容易使用、理解與適用的方向改變，而主題標目也不能置身其外。以簡單的語法產生FAST來調整LCSH架構，目的是在發展容易理解、控制、適用以及使用的架構時仍能保留極豐富的LCSH詞彙的機能。
FAST架構的主要目的是將較「前組合」式的LCSH標題詞表，利用簡單面向分析的方式，更加細分切割主題標詞，使標題可以透過各相關面向分析主題用語的組合，形成較為彈性且多面向的「後組合」式FAST標題詞表。這個FAST架構持續提升它與LCSH的相容性，並讓每個正式的部分的LCSH都可以轉換成FAST標題表。